# 倉見駅
倉見駅（くらみえき）は、神奈川県高座郡寒川町倉見にある、東日本旅客鉄道（JR東日本）相模線の駅である。

## 歴史
- 1926年（大正15年）
  - 4月1日：寒川駅から相模鉄道線が延伸開業し、その終着駅として開業[1]。
  - 7月15日：貨物取り扱いを開始[1]。相模鉄道線が厚木駅まで延伸開業。
- 1944年（昭和19年）6月1日：相模鉄道が国有化され[1]、運輸通信省（後の日本国有鉄道）相模線の駅となる。
- 1961年（昭和36年）2月1日：貨物取り扱いを廃止[1]。
  - 相模川の砂利採取用の専用線が厚木方へ（現在途中まで遊歩道になっている）、トロリー線が茅ケ崎方へそれぞれ続いていた。トロリー線で運搬された砂利を貨車に積み込むホッパーも駅構内にあった。
- 1962年（昭和37年）10月10日：荷物扱い廃止[1]。駅員無配置駅となる[3]。
- 1987年（昭和62年）4月1日：国鉄分割民営化により、JR東日本の駅となる[1]。
- 2001年（平成13年）11月18日：ICカード「Suica」供用開始。
- 2016年（平成28年）
  - 2月12日：出札窓口の営業を終了。
  - 2月21日：茅ケ崎駅の遠隔管理による無人化を実施。
- 2021年（令和3年）3月18日：エレベーターを設置。

## 駅構造
島式ホーム1面2線を有する地上駅。駅舎とホームは跨線橋で連絡している。
コンクリート造りの駅舎は開業当初からのものである。アーチ型の入口が特徴であり、社家駅と共通の意匠である。
かつては出札窓口があったが2016年2月12日をもって廃止され、2月21日より多機能券売機が設置された。同時に、この日をもって隣の宮山駅と共に茅ケ崎駅の遠隔管理のもとで無人化された。なお、2023年11月時点では、多機能券売機は設置されていない。無人化前は茅ケ崎駅が管理する業務委託駅（JR東日本ステーションサービス委託）であった。簡易Suica改札機が設置されている。

### のりば
| 番線 | 路線    | 方向 | 行先                   |
| ---- | ------- | ---- | ---------------------- |
| 1    | ■相模線 | 上り | 茅ケ崎方面             |
| 2    | ■相模線 | 下り | 厚木・海老名・橋本方面 |

（出典：JR東日本:駅構内図）

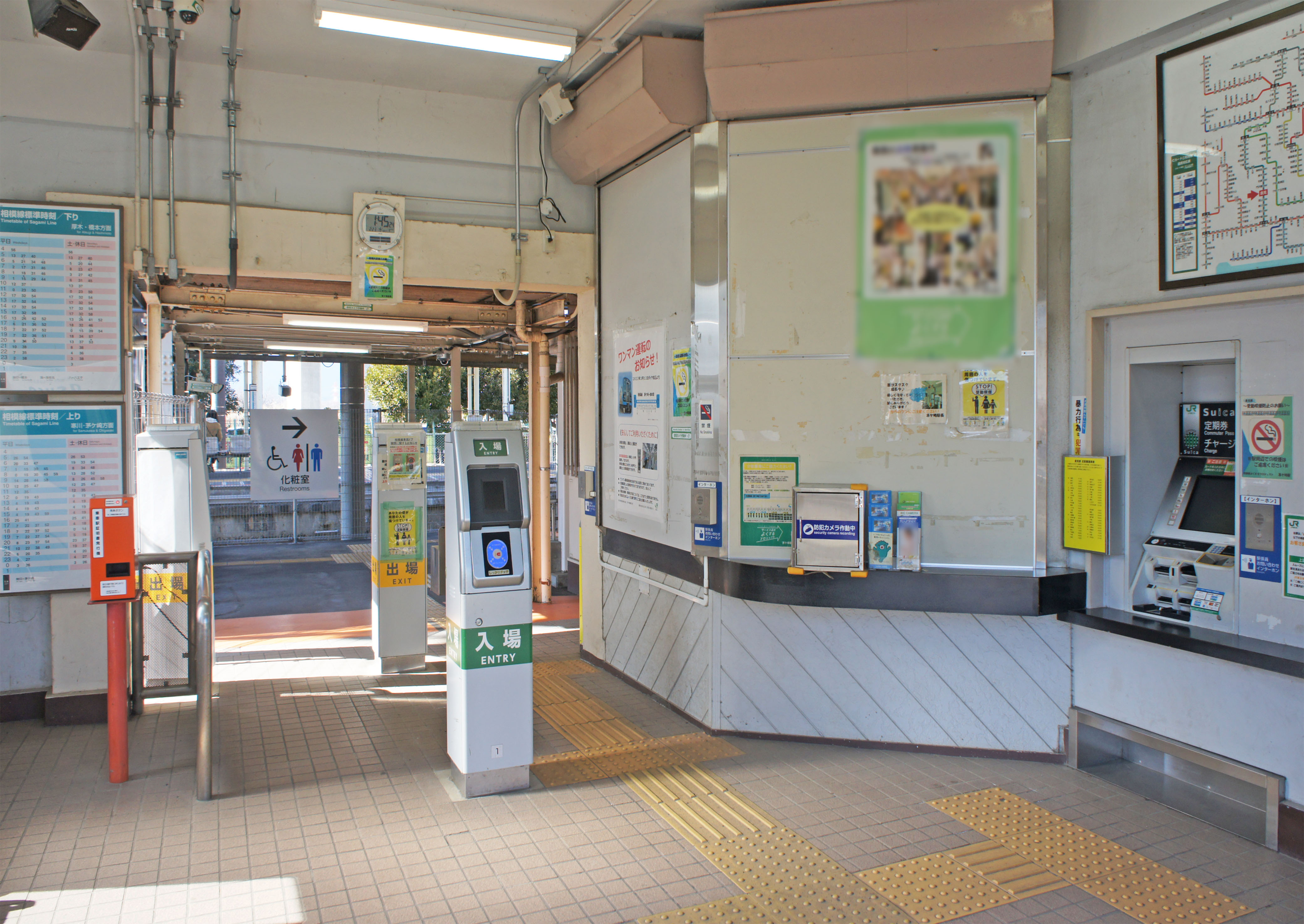
改札口（2022年2月）
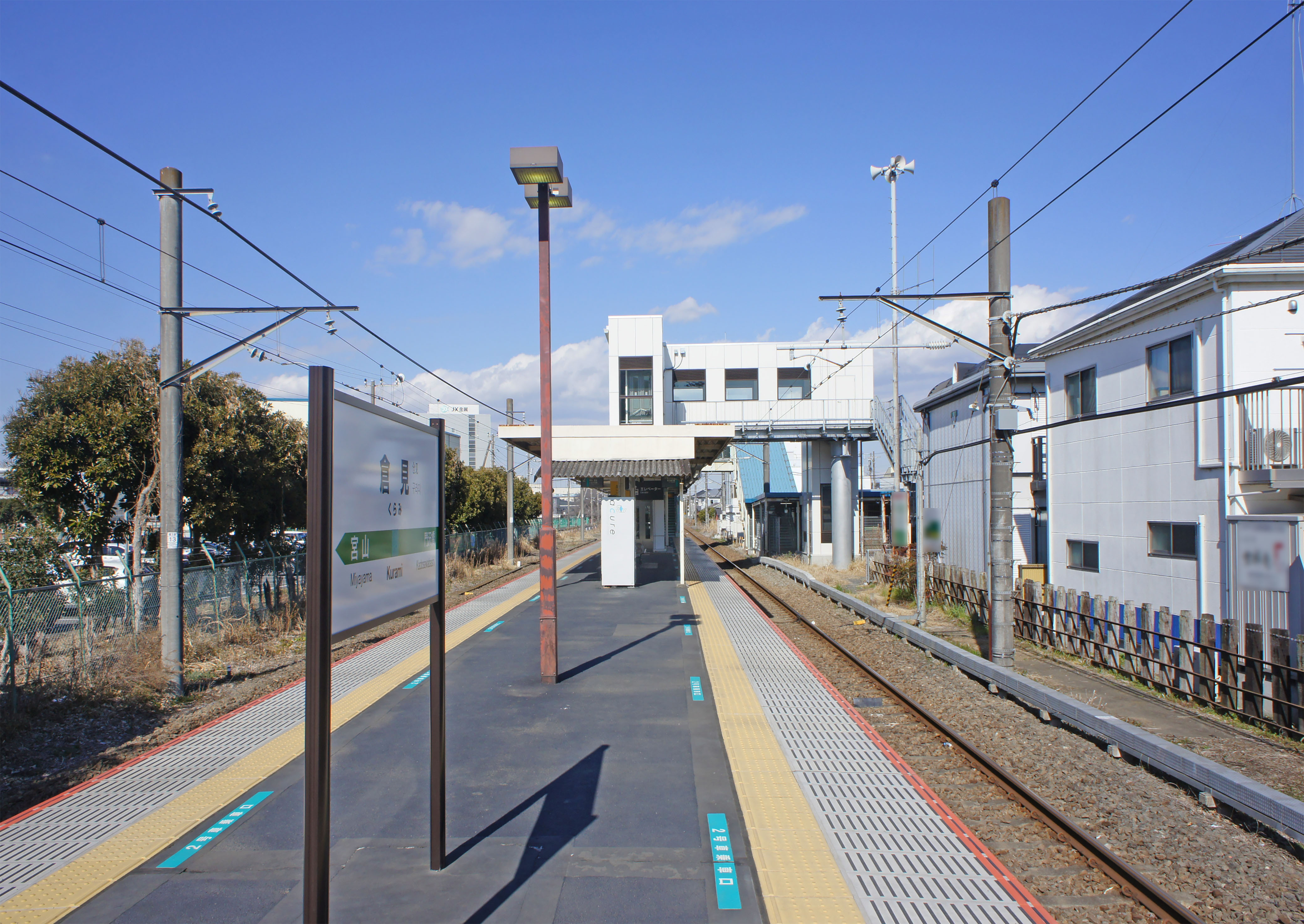
ホーム（2022年2月）

## 利用状況
2014年度（平成26年度）の1日平均乗車人員は1,947人である。
近年の1日平均乗車人員は下表の通りである。
| 年度               | 1日平均 乗車人員 |
| ------------------ | ---------------- |
| 1995年（平成07年） | 2,007            |
| 2000年（平成12年） | 1,767            |
| 2001年（平成13年） | 1,790            |
| 2002年（平成14年） | 1,766            |
| 2003年（平成15年） | 1,634            |
| 2004年（平成16年） | 1,707            |
| 2005年（平成17年） | 1,719            |
| 2006年（平成18年） | 1,728            |
| 2007年（平成19年） | 1,756            |
| 2008年（平成20年） | 1,823            |
| 2009年（平成21年） | 1,747            |
| 2010年（平成22年） | 1,712            |
| 2011年（平成23年） | 1,720            |
| 2012年（平成24年） | 1,837            |
| 2013年（平成25年） | 1,909            |
| 2014年（平成26年） | 1,947            |

## 駅周辺
- JX金属倉見工場
- キリンビバレッジ湘南工場
- レンゴー湘南工場
- 静岡中央銀行寒川支店
- 寒川町コミュニティバス（もくせい号）「倉見駅前」停留所

### ツインシティ開発と東海道新幹線新駅構想

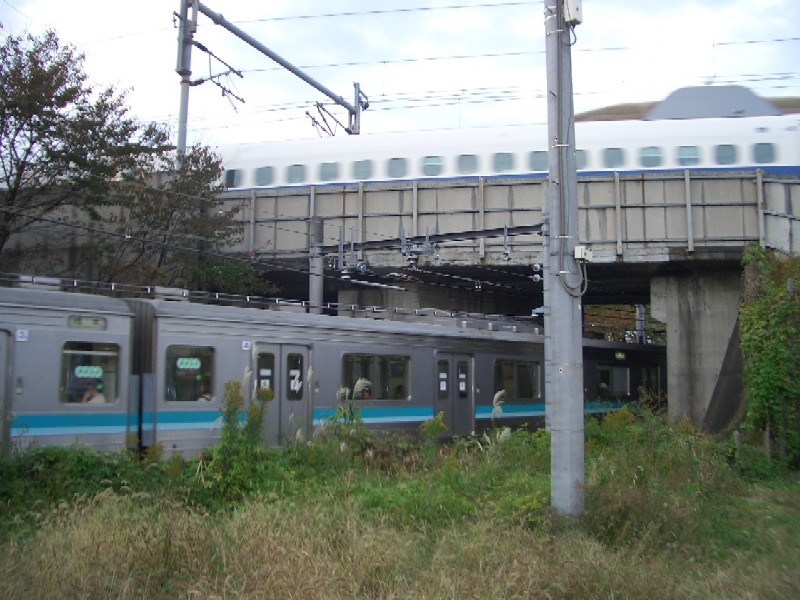
当駅の茅ケ崎方にある相模線と東海道新幹線との交点（2004年11月）

倉見駅南側で相模線と相模川を跨ぐ東海道新幹線の新駅を、倉見駅南東に誘致する構想が1997年に本格化し、2002年には相模川対岸の神奈川県平塚市大神地区とともに再開発する「ツインシティ」計画が策定された。平塚市側では「アウトレット湘南平塚」が開業するなど開発が進んでいるが、寒川町側の整備計画策定や両岸を結ぶツインシティ橋（仮称）建設は進んでおらず、東海道新幹線を運営する東海旅客鉄道（JR東海）も新駅建設要望に対して、リニア中央新幹線が開業して東海道新幹線のダイヤに余裕ができれば新駅設置の可能性は高まるという回答にとどめている。
また、相鉄いずみ野線（二俣川駅 - 湘南台駅）を湘南台駅から当駅周辺まで延伸される構想もある。

## 隣の駅
東日本旅客鉄道（JR東日本）
■相模線
宮山駅 - 倉見駅 - 門沢橋駅

### 記事本文
1. 1 2 3 4 5 6 7  石野哲 編『停車場変遷大事典 国鉄・JR編』 II（初版）、JTB、1998年10月1日、82頁。ISBN 978-4-533-02980-6。
2. 1 2 3  “駅の情報（倉見駅）：JR東日本”.   東日本旅客鉄道. 2023年11月18日時点のオリジナルよりアーカイブ。2023年11月18日閲覧。
3. ↑  「通報 ●相模線宮山駅外4駅の駅員無配置について（営業局）」『鉄道公報』日本国有鉄道総裁室文書課、1962年10月9日、2面。
4. ↑  相鉄グループ100年史 編纂事務局 『相鉄グループ100年史』（相模鉄道 2018年12月）p.19
5. ↑  “東日本ユニオンNo.124号” (PDF). JR東日本労働組合横浜地方本部. (2015年12月6日) 2016年3月13日閲覧。
6. ↑  統計さむかわ - 寒川町
7. ↑  神奈川県県勢要覧
8. ↑  線区別駅別乗車人員（1日平均）の推移 (PDF)  - 19ページ
9. 1 2  ［News潜望展望］新幹線新駅構想から20年余り 平塚周辺の整備 佳境に「まちびらき」迎えても…実現性は未知数『日本経済新聞』朝刊2023年2月15日（東京・首都圏経済面）同日閲覧
10. ↑  相鉄いずみ野線延伸計画、神奈川県や藤沢市が「上下分離方式」に前向き姿勢 - ウェイバックマシン（2011年12月23日アーカイブ分）神奈川新聞カナコロ（2010年2月23日）

### 利用状況
JR東日本の2000年度以降の乗車人員
1. ↑  JR東日本 各駅の乗車人員（2000年度）
2. ↑  JR東日本 各駅の乗車人員（2001年度）
3. ↑  JR東日本 各駅の乗車人員（2002年度）
4. ↑  JR東日本 各駅の乗車人員（2003年度）
5. ↑  JR東日本 各駅の乗車人員（2004年度）
6. ↑  JR東日本 各駅の乗車人員（2005年度）
7. ↑  JR東日本 各駅の乗車人員（2006年度）
8. ↑  JR東日本 各駅の乗車人員（2007年度）
9. ↑  JR東日本 各駅の乗車人員（2008年度）
10. ↑  JR東日本 各駅の乗車人員（2009年度）
11. ↑  JR東日本 各駅の乗車人員（2010年度）
12. ↑  JR東日本 各駅の乗車人員（2011年度）
13. ↑  JR東日本 各駅の乗車人員（2012年度）
14. ↑  JR東日本 各駅の乗車人員（2013年度）
15. ↑  JR東日本 各駅の乗車人員（2014年度）